# Friedrich Balduin von Gagern
Friedrich Balduin von Gagern (Weilburg, 24 oktober 1794 - Kandern, 20 april 1848) was een Duits generaal in Nederlandse dienst.

## Biografie
Friedrich Balduin von Gagern werd geboren als de oudste zoon van Hans Christoph Ernst von Gagern en Charlotte von Gangreben. Hij studeerde tussen 1810 en 1812 politicologie aan de Universiteit van Göttingen. In 1812 werd hij door zijn vader naar het Oostenrijkse leger gestuurd en nam hij deel aan Veldtocht van Napoleon naar Rusland. Vervolgens vocht hij ook mee in de Slag bij Leipzig.
Tijdens de Duitse bevrijdingsoorlog trad Gagern in Nederlandse dienst. In de rang van kapitein streed hij mee in de veldslagen bij Quatre-Bras en Slag bij Waterloo. Daarna studeerde hij voor een korte periode in Heidelberg en vervulde hij landmeetkundige en fortificatiewerkzaamheden in de Zuidelijke Nederlanden. In 1826 werd hij bevorderd tot majoor in de generale staf van prins Frederik der Nederlanden. Tijdens de Tiendaagse Veldtocht diende Gagern als stafchef van Karel Bernhard van Saksen-Weimar-Eisenach en in 1838 volgde de bevordering tot kolonel van het 5e regiment lichte dragonders. Het jaar daarop vergezelde hij prins Alexander op zijn reis naar Rusland.
In 1844 werd Gagern naar Nederlands-Indië gestuurd voor de reorganisatie van het leger en het bouwen van vestingwerken. In juni 1847 keerde hij terug naar Nederland en kreeg hij de benoeming van gouverneur der residentie en provinciaal commandant van Zuid-Holland. Tijdens het Revolutiejaar 1848 ging hij over in Badense dienst, waar hij de revolutie moest neerslaan. Na een onderhoud met revolutionair Friedrich Hecker om de wapenen neer te leggen werd hij door een verdwaalde kogel geraakt tijdens de Slag bij de Scheideck.

## Onderscheidingen
- Ridder Derde klasse van de Militaire Willems-Orde
- Ridder van de Orde van de Nederlandse Leeuw
- Commandeur van de Orde van de Witte Valk
- Ridder tweede klasse van de Orde van Sint-Stanislaus
- Ridder grootkuis van de Orde van de Eikenkroon